# Sphagnum dominii
Sphagnum dominii là một loài rêu trong họ Sphagnaceae. Loài này được Kavina mô tả khoa học đầu tiên năm 1916.